# Småkorp
Småkorp (Corvus mellori) är en fågel i familjen kråkfåglar inom ordningen tättingar.

## Utseende och läte
Kråkfåglar i Australien är mycket svåra att artbestämma. Alla är helsvarta med ljusa ögon, men skiljer sig något åt i läte, beteende, förekomst, längd på halsfjädrarna, näbblängd och storlek. Denna art är relativt liten, med långa halsfjädrar som ger den ett skäggigt utseende. Lätena är vanligen rätt snabba, utan det utdragna ylandet typiskt för australisk korp. Olikt flera andra arter knycker den på vingarna när den låter.

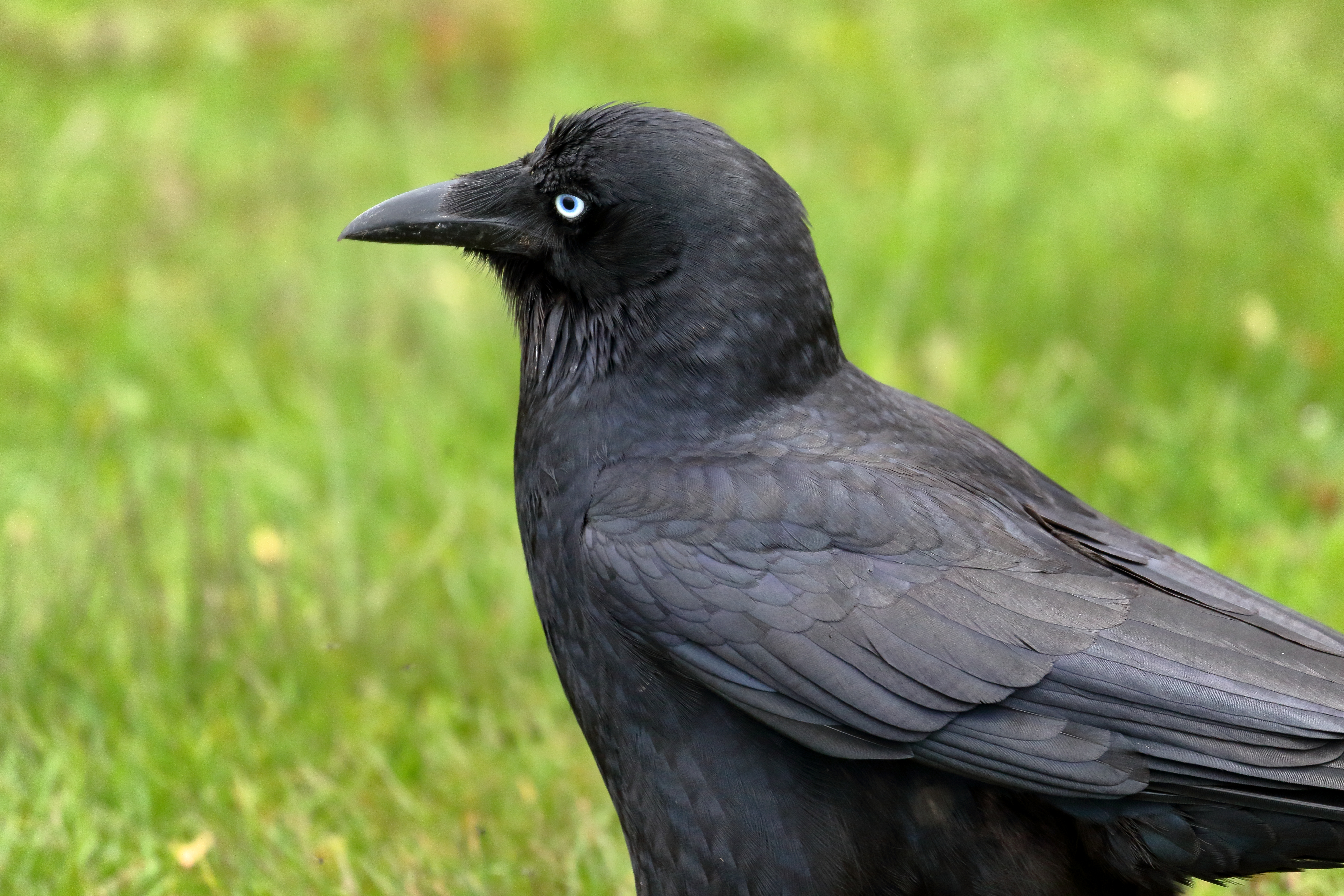

## Utbredning och systematik
Fågeln förekommer i sydöstra Australien (från norra New South Wales till Victoria och Eyrehalvön i South Australia). Den behandlas som monotypisk, det vill säga att den inte delas in i några underarter. Småkorpen beskrevs ursprungligen som underart till australisk korp, men har behandlats som egen art sedan 1967.

## Levnadssätt
Småkorpen är den typiska kråkfågeln i städer som Adelaide och Melbourne. Den kan forma mycket stora flockar i höglänta områden som i Australiska alperna.

## Status och hot
Arten har ett stort utbredningsområde och tros öka i antal. Internationella naturvårdsunionen IUCN listar den därför som livskraftig (LC).